# 587 (numero)
Cinquecentoottantasette (587) è il numero naturale dopo il 586 e prima del 588.

## Proprietà matematiche
- È un numero dispari.
- È un numero difettivo.
- È il 107º numero primo.
  - È un numero primo sicuro.
  - È un numero primo di Eisenstein.
  - È un numero primo di Chen.
- È parte della terna pitagorica (587, 172284, 172285).
- È la somma di cinque numeri primi consecutivi (107 109 113 127 131).
- È un numero palindromo nel sistema di numerazione posizionale a base 11 (494).

## Astronomia
- 587 Hypsipyle è un asteroide della fascia principale del sistema solare.
- NGC 587 è una galassia spirale del costellazione del Triangolo.

## Astronautica
- Cosmos 587 è un satellite artificiale russo.